# Comuna Miheșu de Câmpie, Mureș
Miheșu de Câmpie (în maghiară: Mezőméhes, în germană: Bienendorf) este o comună în județul Mureș, Transilvania, România, formată din satele Bujor, Cirhagău, Groapa Rădăii, Miheșu de Câmpie (reședința), Mogoaia, Răzoare, Șăulița și Ștefanca.

## Demografie
Componența etnică a comunei Miheșu de Câmpie
     Români (72,9%)
     Romi (13,55%)
     Maghiari (5,19%)
     Alte etnii (8,36%)
Componența confesională a comunei Miheșu de Câmpie
     Ortodocși (75,47%)
     Greco-catolici (5,75%)
     Reformați (4,95%)
     Adventiști (1,92%)
     Martori ai lui Iehova (1,5%)
     Alte religii (2,01%)
     Necunoscută (8,41%)
Conform recensământului efectuat în 2021, populația comunei Miheșu de Câmpie se ridică la 2.140 de locuitori, în scădere față de recensământul anterior din 2011, când fuseseră înregistrați 2.447 de locuitori. Majoritatea locuitorilor sunt români (72,9%), cu minorități de romi (13,55%) și maghiari (5,19%). Din punct de vedere confesional, majoritatea locuitorilor sunt ortodocși (75,47%), cu minorități de greco-catolici (5,75%), reformați (4,95%), adventiști (1,92%) și martori ai lui Iehova (1,5%), iar pentru 8,41% nu se cunoaște apartenența confesională.

## Politică și administrație
Comuna Miheșu de Câmpie este administrată de un primar și un consiliu local compus din 11 consilieri. Primarul, Emil Casoni[*], de la Partidul Național Liberal, este în funcție din 2016. Începând cu alegerile locale din 2024, consiliul local are următoarea componență pe partide politice:
|  | Partid                          | Consilieri | Componența Consiliului | Componența Consiliului | Componența Consiliului | Componența Consiliului | Componența Consiliului |
|  | ------------------------------- | ---------- | ---------------------- | ---------------------- | ---------------------- | ---------------------- | ---------------------- |
|  | Partidul Social Democrat        | 5          |                        |                        |                        |                        |                        |
|  | Partidul Național Liberal       | 5          |                        |                        |                        |                        |                        |
|  | Alianța pentru Unirea Românilor | 1          |                        |                        |                        |                        |                        |

## Atracții turistice
- Biserica de lemn Sfânta Treime din Miheșu de Câmpie
- Biserica de lemn Sfântu Nicolae din Miheșu de Câmpie